# Mariko Ebralidze
Mariko Ebralidze (in georgiano მარიკო ებრალიძე?; Tbilisi, 1984) è una cantante georgiana.
Ha rappresentato la Georgia all'Eurovision Song Contest 2014 con il brano Three Minutes to Earth, in collaborazione con il gruppo The Shin.

## Carriera
Nata nella capitale georgiana, Mariko Ebralidze ha studiato alla Scuola di Musica Zakaria Paliashvili e all'Istituto Pedagogico di Arti Musicali specializzandosi in canto e diplomandosi nel 2008. Nello stesso anno ha partecipato all'edizione inaugurale della versione georgiana del talent show Star Academy, dove si è classificata seconda nella finale. Da allora è rimasta attiva nella scena musicale di Tbilisi: canta come solista nell'orchestra municipale Big Band, con cui organizza concerti. A febbraio 2014 l'emittente televisiva georgiana GPB ha rivelato di averla selezionata internamente per rappresentare il paese all'Eurovision Song Contest 2014. La sua canzone, Three Minutes to Earth, una collaborazione con il gruppo musicale jazz-folk The Shin, è stata rivelata il mese successivo. Si sono esibiti alla seconda semifinale del contest, che si è tenuta l'8 maggio 2014 a Copenaghen, ma non si sono qualificati, arrivando ultimi su 15 partecipanti con 15 punti totalizzati.

## Discografia

### Singoli
- 2014 – Three Minutes to Earth (con The Shin)